# Бешка (острво)
Бешка је острвце у Скадарском језеру.
На острвцу постоје две средњовековне црквице (манастир Бешка):
Црква свете Богородице, коју је 1440. године саградила Јелена, кћерка кнеза Лазара. То је мала једнобродна грађевина без кубета, са звоником на преслицу. Очувана је у обновљеном облику.
Црква светог Ђорђа, саграђена 1442. је једнобродна грађевина са кубетом и са полукружним певничким апсидама које јој дају облик триконхоса. Црква има припрату и на њој звоник на преслицу.